# Прієка (Глина)
Прієка (хорв. Prijeka) — населений пункт у Хорватії, в Сисацько-Мославинській жупанії у складі міста Глина.

## Населення
Населення за даними перепису 2011 року становило 57 осіб.
Динаміка чисельності населення поселення:

## Клімат
Середня річна температура становить 10,62 °C, середня максимальна – 25,02 °C, а середня мінімальна – -6,05 °C. Середня річна кількість опадів – 1065 мм.
| Клімат поселення                              | Клімат поселення | Клімат поселення | Клімат поселення | Клімат поселення | Клімат поселення | Клімат поселення | Клімат поселення | Клімат поселення | Клімат поселення | Клімат поселення | Клімат поселення | Клімат поселення | Клімат поселення |
| Показник                                      | Січ.             | Лют.             | Бер.             | Квіт.            | Трав.            | Черв.            | Лип.             | Серп.            | Вер.             | Жовт.            | Лист.            | Груд.            |                  |
| Середній максимум, °C                         | 7,04             | 8,78             | 13,15            | 17,29            | 21,84            | 25,02            | 24,18            | 23,49            | 20,03            | 15,20            | 9,39             | 5,41             |                  |
| Середня температура, °C                       | 0,49             | 2,23             | 6,62             | 10,75            | 15,29            | 18,48            | 20,18            | 19,49            | 16,01            | 11,18            | 5,38             | 1,41             |                  |
| Середній мінімум, °C                          | −6,05            | −4,32            | 0,07             | 4,19             | 8,75             | 11,93            | 16,16            | 15,47            | 12,00            | 7,18             | 1,36             | −2,62            |                  |
| Норма опадів, мм                              | 66               | 66               | 75               | 88               | 91               | 99               | 93               | 93               | 98               | 102              | 109              | 85               |                  |
| Середньомісячна швидкість вітру, м/с          | 1.65             | 1.80             | 2.20             | 2.10             | 1.90             | 1.73             | 1.70             | 1.60             | 1.57             | 1.63             | 1.72             | 1.72             |                  |
| Середньомісячна сонячна радіація, кДж/м²·день | 4326             | 7035             | 10685            | 15177            | 19314            | 21351            | 22630            | 19631            | 14455            | 9048             | 4786             | 3561             |                  |
| --------------------------------------------- | ---------------- | ---------------- | ---------------- | ---------------- | ---------------- | ---------------- | ---------------- | ---------------- | ---------------- | ---------------- | ---------------- | ---------------- | ---------------- |
| Джерело:                                      |                  |                  |                  |                  |                  |                  |                  |                  |                  |                  |                  |                  |                  |